# SV Nord Wedding 1893
SV Nord Wedding is een Duitse voetbalclub uit het Berlijnse stadsdeel Gesundbrunnen. De club ontstond in 2001 door een fusie tussen SC Rapide Wedding 1893 en SV Nordstern-Nord 1896. Deze laatste club was zelf al een fusie tussen BFC Nordstern en VfL Nord Berlin.

## Geschiedenis
In 2001 fusioneerde Rapide Wedding met SV Nord-Nordstern, dat zelf een fusieclub was. De naam SV Nord Wedding 1893 werd aangenomen en de club bleef in de lagere klassen actief.